# پردایس، شهرستان مونو، کالیفرنیا
پردایس (به انگلیسی: Paradise) یک منطقهٔ مسکونی در ایالات متحده آمریکا است که در شهرستان مونو، کالیفرنیا واقع شده‌است. پردایس ۱۱٫۲۷۲ کیلومتر مربع مساحت و ۱۵۳ نفر جمعیت دارد و ۱٬۵۹۴٫۱۲ متر بالاتر از سطح دریا واقع شده‌است.